# Miconia lymanii
Miconia lymanii är en tvåhjärtbladig växtart som beskrevs av John Julius Wurdack. Miconia lymanii ingår i släktet Miconia och familjen Melastomataceae. Inga underarter finns listade i Catalogue of Life.